# Luc Boltanski
Luc Boltanski (París, 1949) és sociòleg i escriptor, director d'estudis a l'École des Hautes Études en Sciences Sociales de París, on va crear el Groupe de Sociologie Politique et Morale (GSPM). Considerat una de les figures més rellevants del pensament crític i de l'anomenat pragmatisme sociològic francès, el seu treball ha influït àmpliament en la sociologia, l'economia política i social i la història econòmica. La seva investigació dels últims anys gira al voltant de les expressions actuals de la crítica del capitalisme. D'altra banda, estudia també les repercussions dels canvis del capitalisme sobre el funcionament del món de l'art. En aquest context s'insereixen les seves reflexions sobre la determinació del valor i els modes de valoració. Entre les seves obres, destaquen El nuevo espíritu del capitalismo (amb Ève Chiapello, Akal, 2002), La producción de la ideología dominante (coeditat amb Pierre Bourdieu, Nueva Visión, 2009), Enigmes et complots. Une enquête à propos d'enquêtes (Gallimard, 2012) i De la crítica: compendio de sociología de la emancipación (Akal, 2014).